# Justine Larbalestier
Justine Larbalestier (Sydney, 23 de setembro de 1967) é uma escritora australiana de romance de fantasia para Jovens Adultos (Young Adult). Entre seus principais trabalhos estão os livros Confesso Que Menti e a série Magia ou Loucura, lançados no Brasil pela Editora Galera Record.
Em 2001 ela se casou com o escritor americano de ficção científica Scott Westerfeld. Eles se conheceram em Nova York enquanto ela estava fazendo sua pesquisa de pós-doutorado. Eles têm histórias diferentes de como se conheceram. Escreve com frequência em seu blog pessoal, dando dicas sobre escrita e refletindo sobre questões existenciais e políticas.

## Livros

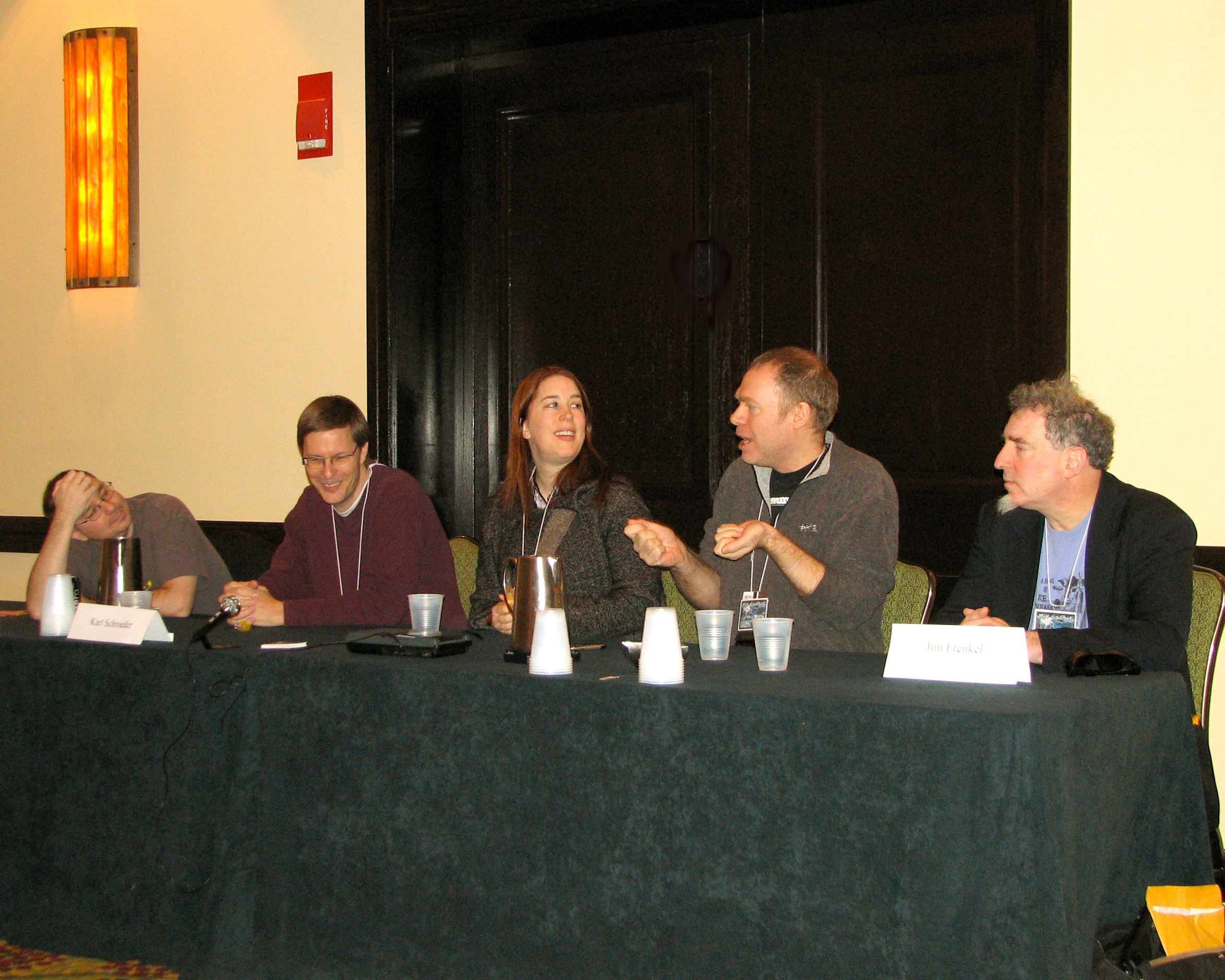
Da esquerda para a direita: John Scalzi, Karl Schroeder, Justine Larbalestier, Scott Westerfeld e James Frenkel em um painel na ConFusion 2008.

Seu romance mais popular é Confesso que Menti. É sobre uma jovem chamada Micha, que se descreve como uma mentirosa compulsiva. Também editou a antologia Zumbis x Unicórnios com Holly Black. Seus outros trabalhos incluem um romance chamado How to Ditch Your Fairy e a trilogia Magia ou Loucura.
No início de carreira, enquanto era pesquisadora editou uma coleção de ficção científica feminista no século XX, Daughters of Earth, e também The Battle of The Sexes in Science Fiction, fruto de sua pesquisa para o doutorado.
Escreveu um curta metragem sobre a lenda do Rei Midas, assim como um ensaio sobre a cultura de ficção científica americana nos anos 1940 e 1950, com desvios para Buffy the Vampire Slayer e ocasionais contos. Co-escreveu um programa de rádio sobre o términos de relacionamentos com Ellen Kushner.
Em 2012, lançou o livro Team Human, coescrito com Sarah Rees Brennan, em que trabalharam à distância, Justine da Austrália/Estados Unidos e Sarah do Reino Unido. É uma comédia romântica que conta a história de uma jovem cuja melhor amiga está apaixonada por um vampiro, relação que ela não aprova. Razorhurst, seu livro mais recente, se trata de um romance histórico que se passa na Austrália no ano de 1932, em que uma gangster chamada Dymphna Campbell, e Kelpie, uma menina de rua que consegue ver fantasmas se conhecem sob o cadáver do falecido amor de Dymphna, Jimmy Palmer.
Seu novo romance My Sister Rosa é sobre um jovem que tem uma irmã psicopata e será lançado na Austrália no fevereiro de 2016 e nos Estados Unidos em novembro do mesmo ano.

## Publicações

### Não Ficção
- The Battle of the Sexes in Science Fiction (Wesleyan University Press, 2002).
- Daughters of Earth: Feminist Science Fiction in the Twentieth Century, editado (Wesleyan, 2006).

### Ficção como Editora
- |Zumbis X Unicórnios' '(Galera Record, 2012, ISBN 9788501095756)

### Ficção como Escritora

#### Série Magia Ou Loucura
- Magia Ou Loucura (Galera Record, 2005, ISBN 9788501076991)
- Lições de Magia (Galera Record, 2008, ISBN 9788501076984)
- Filha da Magia (Galera Record, 2008, ISBN 8501080233)

#### Romances solo
- How to Ditch Your Fairy (2008)
- Confesso Que Menti (Galera Record, 2014, ISBN 9788501089168)
- Team Human (2012), com Sarah Rees Brenan.
- Razorhurst (2014)
- My Sister Rosa (2016)

#### Contos
- "The Cruel Brother" em Strange Horizons (2001)
- "The Mark" em Say... Was That a Kiss? (2002)
- "Where Did You Sleep Last Night?" em Agog! Smashing Stories (2004)
- "Pashin’ or the Worst Kiss Ever" em First Kiss (Then Tell): A Collection of True Lip-Locked Moments (2007)
- "Mais ralo que água" em Amores Infernais (Galera Record, 2011. ISBN 9788501090812)
- "Little Red Suit" em Eat the Sky, Drink the Ocean (2015)